# جبريل فؤاد حداد
جبريل فؤاد حداد (مواليد 1960) هو عالم إسلامي لبناني المولد، ومتخصص في الحديث (محدث)، ومؤلف، ومترجم للنصوص الإسلامية الكلاسيكية. وقد ظهر في القائمة الافتتاحية لأكثر 500 مسلم تأثيرًا، وقد أُطلق عليه لقب "أحد أوضح أصوات الإسلام التقليدي في العالم الغربي"، و"سُنّي أرثوذكسي [محافظ] بارز" و"مدافع قوي عن المدارس الإسلامية التقليدية في الشريعة". وهو حاصل على إجازات من أكثر من 150 عالمًا في جميع أنحاء العالم الإسلامي. كان زميلًا زائرًا (2013-2015) ثم أستاذًا مساعدًا أول (2015-2018) في مركز السلطان عمر علي سيف الدين للدراسات الإسلامية بجامعة بروناي دار السلام. وهو أيضًا ناقد شرس للوهابية والسلفية؛ ويعتبرها مُنعطفًا خطيرًا في الإسلام.

## الحياة المُبكرة
وُلِد جبريل حداد عام 1960 في بيروت، في لبنان ، لعائلة مسيحية كاثوليكية لبنانية من الطبقة المتوسطة. وقد وصف عائلته الممتدة بأنها مزيج من الأرثوذكس الشرقيين والكاثوليك الرومان (الموارنة). نشأ في حي مختلط وتلقى تعليمه في مدرسة يسوعية التحق بها والده وجده قبله. في عام 1976 م، توفي والده أثناء الحرب الأهلية اللبنانية واضطرت عائلته إلى الفرار من لبنان إلى المملكة المتحدة حيث أكمل حداد دراسته الثانوية. وفي وقت لاحق، انتقلت عائلته إلى الولايات المتحدة، حيث التحق حداد بكلية كولومبيا في مدينة نيويورك وتخرج منها بدرجة البكالوريوس في الآداب. ثم عاد إلى لبنان وحصل على عمل في مدرسته القديمة. وبعد عامين غادر لبنان مرة أخرى والتحق ببرنامج الدراسات العليا في الأدب الفرنسي في جامعة كولومبيا، في نيويورك. يذكر حداد أنه قضى معظم وقته بعد الدروس في الكنيسة المحلية أو المكتبة وكان يزور والدته أحيانًا.

## اعتناق الإسلام
أثناء وجوده في لبنان، أدرك حداد أنه مسيحي اسمي "لم يكن يعيش حقًا وفقًا لما كان يعلم أنه معايير إيمانه". ثم قرر أنه كلما سنحت له الفرصة، سيبذل قصارى جهده للعيش وفقًا لفكرته عن المعايير المسيحية لمدة عام. حاول القيام بذلك عندما كان طالبًا في جامعة كولومبيا. في تلك الأثناء، اعتنق أحد أصدقائه المسيحيين الأميركيين الإسلام. يتذكر حداد أن هذا الحدث كان له تأثير كبير عليه وجعله يشعر بالحسد: "هنا كان أمريكي يعتنق دين شعبي العرب والدين الذي شعرت بالارتباط الثقافي له". خلال عام قضاه في باريس بمنحة دراسية، اشترى حداد مجموعة كاملة من أشرطة تلاوة القرآن الكريم. وعند عودته إلى نيويورك، استمع إلى الأشرطة وأولى اهتمامًا خاصًا للمقاطع التي تخص المسيحيين. ويتذكر أنه شعر بأن كلمات القرآن هي كلمات الله، لكنه كان أيضًا "يشعر بالخشية" عند سماع بعض "آيات الوعيد". قرأ العديد من الكتب الأخرى عن الإسلام، وفي النهاية أصبح غير راضٍ عن طريقة العبادة المسيحية. في عام 1991 م، ذهب إلى مجموعة طلابية مسلمة في جامعة كولومبيا ونطق بالشهادة، وبالتالي اعتنق الإسلام، واختار المذهب الحنفي السني.

## التعليم الديني
وبعد فترة وجيزة من إسلامه، التقى الحداد بالشيخ هشام قباني من طرابلس الذي عرّفه على طرق الطريقة النقشبندية الصوفية. في شهر رمضان الذي تلا إسلامه، سافر حداد إلى لندن حيث التقى بمعلم قباني ووالد زوجته، الشيخ محمد ناظم الحقاني من قبرص، وقبله كمرشده الروحي للطريقة النقشبندية الروحية.
انتقل بعد ذلك إلى دمشق حيث درس حوالي 10 سنوات على يد العديد من علماء الإسلام مثل الدكتور نور الدين عطر، والشيخ أديب كلاس، والشيخ وهبي سليمان الغوجي، والشيخ محمد اليعقوبي ، ود. سامر النص، ود. وهبة الزحيلي، والشيخ عبد الهادي خرسة، والشيخ محمد المعطي. والحافظ والشيخ بسام الحمزاوي والشيخ منير الحايك. خلال فترة وجوده في دمشق، واصل حداد لقاء الشيخ محمد ناظم الحقاني في منزله في قبرص وكذلك في دمشق. وفي مكة المكرمة، درس على يد الشيخ الدكتور محمد علوي المالكي. وفي المغرب درس على يد سيدي مصطفى بصير، وفي بيروت درس على يد الشيخ حسين عسيران، آخر الطلاب المقربين للقاضي الشيخ يوسف النبهاني.
اتبع الحداد في البداية المذهب الحنفي في الفقه السني بعد إسلامه، لكنه تبنى فيما بعد المذهب الشافعي في الفقه السني. وأوضح أنه فعل ذلك للأسباب التالية:
1. وجد سهولة في الدراسة بفضل كتاب "اعتماد السالك" للشيخ نوح حم كلر
2. وجد أنه من المنطقي أن يمارس ذلك لأنه المذهب الفقهي الرئيس في لبنان ولأنه المذهب الذي تتبعه زوجته
3. كان مؤسس المدرسة الإمام الشافعي عضوًا في قبيلة قريش (قبيلة محمد ) وكان محمد قد أخبر أتباعه بالتمسك بالقرآن وأهل بيته: (إني تارك فيكم الثقلين ما إن تمسكتم بهما لن تضلوا: كتاب الله وعترتي أهل بيتي وأنهما لن يفترقا حتى يردا علي الحوض).

## العمل باحثًا إسلاميًّا
يُعتبر الشيخ جبريل الحداد عالمًا إسلاميًّا بارعًا ومُؤثرًا، ومُحدِّثاً، وزعيمًا دينيًّا، ومُؤلفًا، ومُترجمًا للنصوص الإسلامية الكلاسيكية. حصل على إجازات من أكثر من 150 عالمًا في جميع أنحاء العالم الإسلامي وترجم ونشر أكثر من 30 عملًا.
في عام 2009، أُدرج ضمن قائمة أكثر 500 مسلم تأثيرًا. كان مدرسًا في معهد القبلة الإسلامي التقليدي عبر الإنترنت (المعروف سابقًا باسم SunniPath) وهو مساهم في موقع eshaykh.com، الذي يقدم التوجيه والتعاليم التقليدية حول جوانب مختلفة من الإسلام. وهو يشغل حاليًا منصب رئيس تحرير الموسوعة المتكاملة للقرآن الكريم.
معارضة السلفية
يعتبر الحداد من المدافعين بشدة عن المدارس الفقهية الإسلامية التقليدية ومعارضًا للسلفية وعلى رأسهمالوهابية. وقد أشار جوناثان إيه سي براون إلى أن حداد كان سُنيًا أرثوذكسيًا [محافظًا] كتب مقالات حادة ضد السلفية ودافع بقوة عن الشريعة الإسلامية التقليدية.
وقد نشر ترجمة كاملة لتفنيد القاضي ابن جبل الدمشقي لكتاب ابن تيمية العقيدة الحموية الكبرى بالإضافة إلى كتاب تمهيدي عن السلفية المعاصرة بعنوان الألباني وأصحابه. وقد انتقد الدائرة الإسلامية لأمريكا الشمالية (ICNA)، والجمعية الإسلامية لأمريكا الشمالية (ISNA)، والجمعية العالمية للشباب الإسلامي لترويجهم للسلفية. وقد كتب أيضًا نقدًا لفتوى العالم الديوبندي تقي عثماني الذي أفتى ضد الاحتفال بالمولد النبوي.
رأى حداد في التيار السلفي تيارًا رجعيًّا. ويبدو أنه لم يستحسن بأن السلفية والوهابية (وهما تياران إصلاحيان برزا في أواخر القرن التاسع عشر وأوائل القرن العشرين)؛ يقومان على تفسير حرفي للنصوص الدينية والدعوة إلى العودة إلى عهد السلف الصالح؛ دون مراعاة للتراكمات التاريخية والسياسية اللاحقة والاختلافات الزمانية. فيبدو أنه برأيه يفتقر هذا التيار إلى فهم مُعمق للسياسة الإسلامية الفعلية في الدول الإسلامية السابقة مثل العباسيين، وكيفية بناء الدولة حقيقية، ما يؤدي إلى تشظي التنظيم وعجز عن إدارة الشؤون العامة بفعالية. إضافة إلى ذلك، تميَّز بالسلفية بطابعه الطائفي المعادي للشيعة والصوفية، مما زاد من التوترات الداخلية وأضعف وحدة المسلمين سياسيًّا، وجعل من الصعب إنشاء دولة إسلامية ناجحة إن وُجدَت أقليات؛ فأوجد هذا التيار له صعوبات لم تكن مطروحة. خاصةً وأنه ثقافيًّا وحضاريًّا، أسهمت تطبيقات هذا التيار في إزالة الإرث الإسلامي البصري، مثل هدم مواقع أثرية إسلامية كالبقيع وتحريم الاحتفاء بالمولد النبوي، الأمر الذي يضر بإرث الحضارة الإسلامية ويقلل من مظهرها الثقافي أمام العالم.

## الأعمال
كتب جبريل حداد مئات المقالات، كما كتب وترجم ونشر كتب؛ منها:
- الألباني وأصحابه: دليل موجز للتيار السلفي (2004)
- من الحرمين الشريفين: يوميات الحج (2006)
- الأئمة الأربعة ومدارسهم: أبو حنيفة، مالك، الشافعي، أحمد (2007)
- ملاحظات السنة: دراسات في الحديث والعقيدة المجلد الأول: تاريخ وأصول الحديث
- ملاحظات السنة: دراسات في الحديث والعقيدة المجلد الثاني: البدعة الحسنة في القرآن والحديث
- ابن خفيف. العقيدة الصحيحة (“العقيدة الإسلامية الصحيحة”).
- البيهقي. الأسماء والصفات الإلهية.
- ابن عبد السلام. الملحة واعتقاد أهل الحق.
- ابن عربي. عقيدة العوام من أهل الإسلام.
- السيد محمد علوي المالكي. الأنبياء في حياة البرزخ. طبعة ثنائية اللغة منقحة.
- الأنوار البهية والإسراء والمعراج خير البرية. الطبعة الإنجليزية المنقحة.
- السيد يوسف هاشم الرفاعي. وكان ينصح علماء نجد. مقدمة بقلم م.س.ر. البوطي. مع كتاب السيد علوي أحمد الحداد مصباح الأنعام. إنجليزي.
- الحبيب علي الجعفري. يسوع المسيح ابن مريم وأمه المباركة
- أفضل الخلق سيدنا محمد (في الصفة النبوية “أفضل الخلق”). ثنائي اللغة.
- الأربعون في فضلي الشامي وأهله والهجرة إلى الله ورسوله (فضل بلاد الشام وأهلها في الهجرة إلى الله ورسوله: 40 حديثاً) ثنائي اللغة.
- سيدنا أبو بكر الصديق. ثنائي اللغة.
- قبرس الطرب وصحبة رجب ("فرحة قبرص في جمعية رجب [١٤٢٢]"). محاضرات الشيخ ناظم الحقاني. ثنائي اللغة.
- المولد النبوي الشريف: احتفالاً بمولد النبي
- الدعاء الجماعي سنة أم بدعة؟ ثنائي اللغة.
- أحمد بن تيمية عين الهيب وأصول كشف الغيب. ثنائي اللغة.
- (سير الخلفاء الراشدين). ثنائي اللغة.
- أصول البدعة الحسنة في القرآن والحديث. ثنائي اللغة.
- الزيارات العراقية إلى الحضارات البرزخية بإمدادات الحقانية والصحبة الجيلية ("زيارة حقاني لمقدسات العراق مع الشيخ عبد القادر الجيلي المدني"). ثنائي اللغة.
- من الحرمين الشريفين (“من الحرمين الشريفين: مجلة الحج”). الطبعة الثانية. ثنائي اللغة.
- من المغرب المبارك. الإنجليزية والعربية.
- أمنا عائشة الصديقة النبوية. ثنائي اللغة.
- المدرسة الأشعرية والحرفيون: نصوص وسير.
- أنوار الوحي وأسرار التأويل.
- عبد الخالق. حجية السنة. ثنائي اللغة.
- ابن جهبل الكلابي. الرد على من نسب الجهة إلى الله.

## روابط خارجية
- LivingIslam.org: قائمة أعمال جبريل حداد
- eshaykh.com: قائمة أعمال الشيخ جبريل حداد منذ عام ١٩٩٧
- Naqshbandi.net: لقاء الشيخ جبريل حداد مع الدكتور محمد علوي المالكي (مكة) نسخة محفوظة 2010-10-15 على موقع واي باك مشين.
- LivingIslam.org: لقاء الشيخ جبريل حداد مع سيدي مصطفى بصير (المغرب)
- Issuu.com: 500 من أكثر المسلمين تأثيرًا (2009)